# Majida Issa
Majida Margarita Issa Belloto (San Andrés, 27 de juny de 1981) és una actriu i cantant colombiana. Estudià actuació a l'Escola Nacional d'Art Teatral.
És reconeguda pel seu paper de Yesica Beltrán alies "La Diabla" en les tres temporades de la reeixida sèrie Sin senos sí hay paraíso, seqüela de la també reeixida sèrie Sin senos no hay paraiso.
De tota una família dedicada a l'actuació Majida és germana de Jordana Issa, neta de Teresa Gutiérrez, neboda de Miguel Varoni i María Margarita Giraldo.

## Filmografia

### Televisió
| Any       | Títol                               | Personatge                               | Notes                        |
| --------- | ----------------------------------- | ---------------------------------------- | ---------------------------- |
| 2005      | Tu voz estéreo                      | Diversos personatges                     |                              |
| 2006      | Decisiones                          | Diversos personatges                     |                              |
| 2007      | Pocholo                             | Margarita León                           |                              |
| 2008      | El cartel de los sapos              | Soledad de Cadena                        |                              |
| 2008      | La quiero a morir                   | Yuri "La Mugrosa"                        |                              |
| 2009      | Niños ricos, pobres padres          | Martha Granados                          |                              |
| 2009      | Los caballeros las prefieren brutas | Lili                                     |                              |
| 2010      | A corazón abierto                   | Rosa María Eva                           |                              |
| 2010      | Amor sincero                        | Mercedes Doval "Mechi"                   |                              |
| 2010      | El clon                             | Rania Castañeda de la caridad            |                              |
| 2011      | Mujeres al límite                   | Rosalinda/ Lucía                         |                              |
| 2012      | Corazones blindados                 | Diana Ochoa                              |                              |
| 2014      | Mujeres al límite                   | Miryan Lopez González                    |                              |
| 2014      | La ronca de oro                     | Sofía Helena Vargas Marulanda "Helenita" |                              |
| 2015      | Lady, la vendedora de rosas         | Fátima Tabares                           |                              |
| 2015-2016 | Las santisimas                      | Carmen Pulido                            |                              |
| 2016-2018 | Sin senos sí hay paraíso            | Yesica Beltrán "La Diabla"               | Rol principal; 240 episodis. |
| 2017      | La luz de mis ojos                  | Faride Bula Chadid                       |                              |
| 2019      | La Guzmán                           | Alejandra Guzmán                         | Rol principal; 60 episodis.  |
| 2020      | Operación Pacífico                  | Capitán Amalia Ortega                    | Rol principal; 60 episodis.  |
| 2022      | Enfermeras                          | Alex Luján                               |                              |
| 2022      | Aló, ¿quién es?                     | Alex Luján                               |                              |

## Premis i nominacions

### Premis India Catalina
| Any  | Categoria                                  | Telenovel·la o Sèrie        | Resultat   |
| ---- | ------------------------------------------ | --------------------------- | ---------- |
| 2013 | Millor actriu protagonista de telenovel·la | Corazones blindados         | Guanyadora |
| 2015 | Millor actriu protagonista                 | La ronca de oro             | Guanyadora |
| 2016 | Millor actriu de repartiment de sèrie      | Lady, la vendedora de rosas | Guanyadora |

### Premis TVyNovelas
| Any  | Categoria                               | Telenovel·la o Sèrie        | Resultat   |
| ---- | --------------------------------------- | --------------------------- | ---------- |
| 2013 | Millor actriu protagonista de sèrie     | Corazones blindados         | Guanyadora |
| 2015 | Millor actriu protagonista de sèrie     | La ronca de oro             | Guanyadora |
| 2016 | Millor actriu de repartiment de sèrie   | Lady, la vendedora de rosas | Guanyadora |
| 2017 | Vilana Favorita de Sèrie                | Sin senos sí hay paraíso    | Guanyadora |
| 2018 | Vilana Favorita de Telenovel·la o Sèrie | Sin senos sí hay paraíso    | Guanyadora |

### Premis Talento Caracol
| Any  | Categoria                  | Telenovel·la o Sèrie | Resultat   |
| ---- | -------------------------- | -------------------- | ---------- |
| 2015 | Millor actriu protagonista | La ronca de oro      | Guanyadora |

### Premis Grammy Llatins
| Any  | Categoria                       | Resultat   |
| ---- | ------------------------------- | ---------- |
| 2017 | Àlbum Música Ranxera / Mariachi | Guanyadora |

### Altres premis
- Premis Talento Caracol al millor Moment: Helenita da su último Concierto La ronca de oro.
- Premis Talento Caracol al millor petó (compartit amb Diego Cadavid) per La ronca de oro .
- Premis Tu Mundo 2017: La Mala Más Buena Sin senos sí hay paraíso